# Aldosteron

strukturní vzorec aldosteronu

Aldosteron je hormon, který vzniká v kůře nadledvin – v zona glomerulosa. Jeho produkci stimuluje hormon angiotenzin II (jako konečný působek renin-angiotensinového systému). Podle chemické povahy ho řadíme společně s kortikosteronem do skupiny mineralokortikoidů. Aldosteron způsobuje zpětnou resorpci Na+ iontů a vody v ledvinných tubulech z primární moči a naopak vylučování K+ a H+ iontů, kromě toho působí například i ve střevě. Mechanismus účinku je v podpoře syntézy specifické bílkoviny, která se podílí na vstřebávání Na+ iontů. Regulace produkce aldosteronu se děje zpětnovazebným mechanismem, tzn. zvýšením tlaku a koncentrací Na+ v krvi se produkce aldosteronu brzdí. Syntézu aldosteronu podporuje ACTH z předního laloku hypofýzy.